# Nogarole Vicentino
Nogarole Vicentino là một đô thị tại tỉnh Vicenza ở vùng Veneto, Ý.
Đô thị này có diện tích 9  km², dân số là 1089 người (thời điểm 28 tháng 2 năm 2007)